# IIe gouvernement régional de Madère
Région autonome de Madère
Ier IIIe
Le IIe gouvernement régional de Madère (en portugais : II Governo Regional da Madeira) est le gouvernement de la région autonome de Madère en fonction du 16 mars 1978 au 5 novembre 1980 durant la deuxième législature de l'Assemblée législative.

## Composition
| Portefeuille                                            | Titulaire | Titulaire                        | Parti   |
| ------------------------------------------------------- | --------- | -------------------------------- | ------- |
| Président du gouvernement régional (pt)                 |           | Alberto João Jardim              | PPD/PSD |
| Secrétaire régional à la Planification et aux Finances  |           | José António Camacho             | PPD/PSD |
| Secrétaire régional à l'Économie                        |           | João Crisóstomo Aguiar           | PPD/PSD |
| Secrétaire régional à l'Équipement social               |           | Jaime Ornelas Camacho            | PPD/PSD |
| Secrétaire régional à l'Agriculture et à la Pêche       |           | Jorge Gaudêncio Machado Figueira | PPD/PSD |
| Secrétaire régional aux Affaires sociales et à la Santé |           | Nélio Mendonça (pt)              | PPD/PSD |
| Secrétaire régional au Travail                          |           | Manuel Jorge Bazenga Marques     | PPD/PSD |
| Secrétaire régional à l'Éducation et à la Culture       |           | Carlos Lélis da Câmara Gonçalves | PPD/PSD |